# They Live by Night
They Live by Night is een Amerikaanse film noir uit 1948 onder regie van Nicholas Ray. Het scenario is gebaseerd op de roman Thieves Like Us (1937) van de Amerikaanse auteur Edward Anderson.

## Verhaal
Bowie, Chickamaw en T-Dub ontsnappen uit een gevangenis in Mississippi. Bowie zat zeven jaar onschuldig in de gevangenis. Hij hoopt nu zijn onschuld te kunnen bewijzen en een rustig leven te leiden met zijn geliefde. Zijn kompanen halen hem echter over om enkele overvallen te plegen. De autoriteiten denken al gauw dat hij de bendeleider is.

## Rolverdeling
| Acteur          | Personage |
| --------------- | --------- |
| Cathy O'Donnell | Keechie   |
| Farley Granger  | Bowie     |
| Howard Da Silva | Chickamaw |
| Jay C. Flippen  | T-Dub     |
| Helen Craig     | Mattie    |